# سیارک ۵۶۴۱
سیارک ۵۶۴۱ (به انگلیسی: 5641 McCleese، نامگذاری:1990DJ) پنج هزار و ششصد و چهل و یکمین سیارک کشف شده‌است که در ۲۷ فوریه ۱۹۹۰ کشف شد.
قدر مطلق سیارک برابر ۱۲٫۷۰ است.